# Petra Marčinko
Petra Marčinko (nació el 4 de diciembre de 2005) es una tenista profesional croata.
Marčinko tiene un ranking de individuales WTA más alto de su carrera, No. 161, logrado el 6 de marzo de 2023. También tiene un ranking WTA más alto de su carrera, No. 726 en dobles, logrado el 20 de marzo de 2023.
En su carrera como junior, logró el puesto número 1 en el ranking junior alcanzado el 13 de diciembre de 2021. Además ganó su el título de Grand Slam junior en el Abierto de Australia de 2022 en individual. Tras un cierre de temporado exitoso llevándose las victorias en individual y dobles en el prestigioso Campeonato de tenis juvenil Orange Bowl la vieron escalar nueve lugares para terminar como la número 1 del mundo juvenil a fin de año.